# That's Who I Praise
A That's Who I Praise ” Brandon Lake dala. Kislemezként 2024. július 29-én jelent meg.
A dal az első helyen végzett a Billboard magazin Hot Christian Songs listáján.

## Története
2024. július 29-én Brandon Lake kislemezként adta ki a "That és bejelentette, hogy a hozzá tartozó videoklip július 31-én jelenik meg. A kislemez megjelenését követően az összes műfajban az ITunes Store slágerlistájának élére került. 2024. augusztus 26-án Lake kiadta a dal élő verzióját az élő előadás videoklipjével együtt.

## Zenei videók
Brandon Lake 2024. július 29-én töltötte fel a dalt a YouTube-ra, majd július 31-én tette közzé a  hivatalos videoklipjét. A videoklipekben rajongói videókból álló válogatás látható, amelyekben otthonukban, autóikban és templomaikban éneklik a dalt.
2024. augusztus 26-án a dal élő változatát, majd  augusztus 30-án a hivatalos dalszöveges verziót is közzétette a YouTube-on.

## Fordítás
Ez a szócikk részben vagy egészben  a   That's Who I Praise című angol Wikipédia-szócikk fordításán alapul.  Az eredeti cikk szerkesztőit annak laptörténete sorolja fel. Ez a jelzés csupán a megfogalmazás eredetét és a szerzői jogokat jelzi, nem szolgál a cikkben szereplő információk forrásmegjelöléseként.